# Кисельова Валентина Павлівна
Валенти́на Па́влівна Кисельо́ва (Прихо́дько) (нар. 17 січня 1954 року, смт Нововоронцовка Херсонська область) — українська вчена-бібліограф, завідувачка сектору науково-дослідної роботи науково-методичного відділу Національної історичної бібліотеки України.

## Біографічні дані
Народилася 17 січня 1954 року в Нововоронцовці Херсонської області.
У 1975 році закінчила Київський державний інститут культури.
Працювала завідувачкою читального залу, методистом Ленінградської ЦБС м. Києва, потім головним бібліотекарем Державної республіканської бібліотеки для дітей, заступницею директора Мінської ЦБС, головним бібліотекарем бібліотеки Київської державної консерваторії. 
З 1989 року працювала головним бібліографом, а з 1993 — завідувачкою відділу історичного краєзнавства Державної історичної бібліотеки України.

## Наукова робота
Авторка понад 40 публікацій у фаховій пресі. Учасниця міжнародних і національних наукових конференцій, семінарів, круглих столів.
Зробила значний внесок у підготовку «Положення про краєзнавчу роботу бібліотек системи Міністерства культури і мистецтв України» (1996). 
В результаті десятирічного моніторингу регіональних бібліотек країни підготувала методичний посібник «Краєзнавча діяльність бібліотек» (2002).

## Нагороди
- Орден «За заслуги» ІІІ ступеня (26 вересня 2009)[1];
- Грамота Національної спілки краєзнавців України (7 листопада 2019)[2].